# Maizières-lès-Vic
Maizières-lès-Vic é uma comuna francesa na região administrativa de Grande Leste, no departamento de Mosela. Estende-se por uma área de 25,99 km². Em 2010 a comuna tinha 503 habitantes (densidade: 19,4 hab./km²).